# Erugosquilla
Erugosquilla is een geslacht van kreeftachtigen uit de klasse van de Malacostraca (hogere kreeftachtigen).

## Soorten
- Erugosquilla grahami Ahyong & Manning, 1998
- Erugosquilla hesperia (Manning, 1968)
- Erugosquilla massavensis (Kossmann, 1880)
- Erugosquilla septemdentata (Ahyong, 1994)
- Erugosquilla serenei Ahyong & Manning, 1998
- Erugosquilla woodmasoni (Kemp, 1911)